# Steven Raica
Steven John Raica (ur. 8 listopada 1952 w Munising, Michigan) – amerykański duchowny katolicki, biskup Birmingham w Alabamie od 2020.

## Życiorys
Święcenia kapłańskie otrzymał 14 października 1978. Został inkardynowany do diecezji Lansing. Przez wiele lat pracował jako duszpasterz parafialny, był także m.in. sędzią diecezjalnego trybunału, wikariuszem generalnym i kanclerzem kurii. W latach 1999–2005 przebywał w Watykanie, kierując Domem Świętej Marty.
27 czerwca 2014 papież Franciszek mianował do biskupem ordynariuszem diecezji Gaylord. Sakry udzielił mu 28 sierpnia 2014 metropolita Detroit - arcybiskup Allen Vigneron.
25 marca 2020 został mianowany biskupem Birmingham w Alabamie.